# Апраксин, Пётр Фёдорович
Граф Пётр Фёдорович Апра́ксин (6 августа 1728 — 2 мая 1811) — российский военачальник, генерал-лейтенант, участник Семилетней войны. 

## Биография
Внучатый племянник (двоюродный внук) генерал-адмирала Ф. М. Апраксина. Сын графа Фёдора Андреевича Апраксина от брака его с графиней Александрой Михайловной Шереметевой, внучкой фельдмаршала Б. П. Шереметева.
Службу начал в 1740 году, в 1755 году произведён в Конной гвардии адъютантом. 25 октября 1758 года пожалован в ротмистры; с 01 июня 1760 года полковник, сперва Нижегородского драгунского полка, а потом Нарвского конноегерьского полка. В продолжении этого времени был в сражениях: при Гросс-Егерсдорфе (1757), Цорндорфе (1758). Послан к Шведам (1759), во французскую армию (1760) и находился там при Русском корпусе в Померании (1762). 24 ноября 1764 года пожалован в бригадиры, с 18 мая 1766 года генерал-майор. Награждён орденом Святой Анна (28 июня 1768). Отставлен от службы с чином генерал-лейтенанта в 1773 году. 
В июле 1774 года за связь с фрейлиной двора графиней Разумовской был на полгода посажен в Петропавловскую крепость. По выходе из заключения Апраксину было запрещено появляться при дворе и видеться с Разумовской. Несмотря на запрет, граф последовал за возлюбленной в Москву и тайно с ней обвенчался. Против Апраксина было возбуждено дело о двоеженстве. По указу императрицы был отправлен в монастырь, в Тобольск, на покаянии. В 1777 году по ходатайству Потемкина переведен в Казань, где к нему смогла присоединиться его вторая жена. Их брак получил законную силу после ухода первой супруги Апраксина в монастырь. В 1779 году гетман Разумовский помирился с зятем. В 1783 году Апраксину было разрешено проживать в центральной части России. В Петербург он вернулся только при Павле I.  
В некрополе Донского монастыря сохранилось надгробие на его могиле с полностью утраченными надписями.  

## Семья
Первая жена (с 6 февраля 1754 года) — графиня Анна Павловна Ягужинская (1732—1801), фрейлина двора, дочь генерал-аншефа графа Павла Ивановича Ягужинского. После скандального второго брака мужа удалилась в Киево-Флоровский монастырь, приняла постриг под именем Августы, с 1787 года игуменья того же монастыря. Похоронена там же в Вознесенской церкви. Сын:
- Фёдор Петрович (1756—1832), полковник Гренадёрского полка, кавалер ордена Святого Георгия 4 степени, умер холостым, похоронен в Киево-Греческом монастыре.

Вторая жена (с 10 июля 1775 года) — графиня Елизавета Кирилловна Разумовская (1749—после 1817), фрейлина двора (1771), дочь гетмана Кирилла Григорьевича Разумовского. До замужества жила при отце и вела все хозяйство. По словам Ф. Г. Головкин, была «очень нехороша собою, набеленная и нарумяненная, и чересчур вульгарна в обращении». Влюбившись в женатого графа Апраксина, родила от него незаконнорожденного ребенка, и, вопреки церковному постановлению,  тайно с ним обвенчалась. Раздраженный граф Разумовский на аудиенции у Екатерины II, поднеся на коленях фрейлинский знак дочери, сказал: «Она не достойна носить пожалованное вами отличие». Императрица повелела преследовать их со всей строгостью. Апраксин был взят под караул, а Елизавета Кирилловна отправлена в Новодевичий монастырь. Впоследствии супруги были прощены. Дети:
- Софья Петровна (1778—1802), супруга (с 16 января 1797 года) австрийского фельдмаршал-лейтенанта графа Иоганна Ностица, умерла через неделю после родов четвертого ребенка.
- Кирилл Петрович (1779—1822), похоронен в Свято-Троицкой Сергиевой Приморской пустыни.
- Маргарита Петровна (1781—30.12.1786[3])
- Александр Петрович (1784—1845), камер-юнкер и камергер, ротмистром Лейб-гусарского полка, действительный статский советник (1828), находился при миссии в Вене, отставлен от службы (1834).
- Аделаида Петровна (1785—1851), супруга обер-егермейстера Дмитрия Васильевича Васильчикова.
- Мария Петровна, вторая супруга (с 23 января 1816 года)[4] графа Ивана Александровича Зотова. Их сын Петр (17.01.1819[5]—1864)